# Feroxodon multistriatus
Feroxodon multistriatus är en fiskart som först beskrevs av Richardson 1854.  Feroxodon multistriatus ingår i släktet Feroxodon och familjen blåsfiskar. Inga underarter finns listade i Catalogue of Life.